# Pembina (Dakota Północna)
Pembina – miasto w Stanach Zjednoczonych, w stanie Dakota Północna, w hrabstwie Pembina.